# Seznam katastrálních území v okrese Kroměříž
Zde je uveden kompletní výčet katastrálních území okresu Kroměříž, včetně jejich rozlohy a evidenčních částí obcí, které na nich leží.

## Seznam katastrálních území
V okrese Kroměříž se nachází 131 katastrálních území, celková rozloha okresu činí 795,61 km².
| Název KÚ                          | Části obce             | Obec                   | Výměra (v km²) |
| --------------------------------- | ---------------------- | ---------------------- | -------------- |
| Bařice                            | Bařice                 | Bařice-Velké Těšany    | 3,27           |
| Bezměrov                          | Bezměrov               | Bezměrov               | 7,25           |
| Bílany                            | Bílany, Kroměříž       | Kroměříž               | 8,20           |
| Bílavsko                          | Bílavsko               | Bystřice pod Hostýnem  | 6,59           |
| Blazice                           | Blazice                | Blazice                | 3,78           |
| Blišice                           | Blišice                | Koryčany               | 3,78           |
| Bojanovice u Zlobic               | Bojanovice             | Zlobice                | 1,90           |
| Bořenovice                        | Bořenovice             | Bořenovice             | 1,62           |
| Brusné                            | Brusné                 | Brusné                 | 8,17           |
| Břest                             | Břest                  | Břest                  | 10,83          |
| Bystřice pod Hostýnem             | Bystřice pod Hostýnem  | Bystřice pod Hostýnem  | 9,42           |
| Cetechovice                       | Cetechovice            | Cetechovice            | 7,48           |
| Cvrčovice u Zdounek               | Cvrčovice              | Zdounky                | 4,82           |
| Divoky                            | Divoky                 | Zdounky                | 3,18           |
| Dobrotice                         | Dobrotice              | Holešov                | 4,84           |
| Drahlov u Jarohněvic              | Drahlov                | Kroměříž               | 1,70           |
| Dřínov u Kroměříže                | Dřínov                 | Dřínov                 | 5,44           |
| Hlinsko pod Hostýnem              | Hlinsko pod Hostýnem   | Bystřice pod Hostýnem  | 3,13           |
| Holešov                           | Holešov                | Holešov                | 10,60          |
| Honětice                          | Honětice               | Honětice               | 3,69           |
| Horní Lapač                       | Horní Lapač            | Horní Lapač            | 0,79           |
| Hoštice u Litenčic                | Hoštice                | Hoštice                | 7,58           |
| Hradisko                          | Hradisko               | Kroměříž               | 1,61           |
| Hulín                             | Hulín                  | Hulín                  | 25,28          |
| Chomýž                            | Chomýž                 | Chomýž                 | 3,56           |
| Chrášťany u Hulína                | Chrášťany              | Hulín                  | 1,61           |
| Chropyně                          | Chropyně               | Chropyně               | 18,22          |
| Chvalčov                          | Chvalčov               | Chvalčov               | 20,43          |
| Chvalčova Lhota                   | Chvalčov               | Chvalčov               | 2,52           |
| Chvalnov                          | Chvalnov               | Chvalnov-Lísky         | 5,70           |
| Jankovice u Holešova              | Jankovice              | Jankovice              | 4,18           |
| Jarohněvice                       | Jarohněvice            | Jarohněvice            | 4,99           |
| Jestřabice                        | Jestřabice             | Koryčany               | 8,05           |
| Karlovice u Holešova              | Karlovice              | Kostelec u Holešova    | 0,51           |
| Karolín u Sulimova                | Karolín                | Karolín                | 1,36           |
| Količín                           | Količín                | Holešov                | 4,18           |
| Komárno                           | Komárno                | Komárno                | 1,98           |
| Koryčany                          | Koryčany               | Koryčany               | 19,24          |
| Kostelany                         | Kostelany              | Kostelany              | 9,06           |
| Kostelec u Holešova               | Kostelec u Holešova    | Kostelec u Holešova    | 14,51          |
| Kotojedy                          | Kotojedy               | Kroměříž               | 3,31           |
| Kroměříž                          | Kroměříž               | Kroměříž               | 17,75          |
| Kunkovice u Litenčic              | Kunkovice              | Kunkovice              | 7,12           |
| Kurovice                          | Kurovice               | Kurovice               | 5,50           |
| Kvasice                           | Kvasice                | Kvasice                | 11,06          |
| Kyselovice                        | Kyselovice             | Kyselovice             | 6,76           |
| Lebedov                           | Lebedov                | Zdounky                | 1,11           |
| Lechotice                         | Lechotice              | Lechotice              | 4,93           |
| Lhota u Pačlavic                  | Lhota                  | Pačlavice              | 3,58           |
| Lhotka u Kroměříže                | Lhotka                 | Kostelany              | 1,71           |
| Libosváry u Bystřice pod Hostýnem | Libosváry              | Loukov                 | 2,48           |
| Lískovec                          | Lískovec               | Koryčany               | 10,05          |
| Lísky                             | Lísky                  | Chvalnov-Lísky         | 3,14           |
| Litenčice                         | Litenčice              | Litenčice              | 7,31           |
| Loukov u Bystřice pod Hostýnem    | Loukov                 | Loukov                 | 12,22          |
| Lubná u Kroměříže                 | Lubná                  | Lubná                  | 6,87           |
| Ludslavice                        | Ludslavice             | Ludslavice             | 5,85           |
| Lutopecny                         | Lutopecny              | Lutopecny              | 3,71           |
| Martinice u Holešova              | Martinice              | Martinice              | 4,76           |
| Medlov u Zborovic                 | Medlov                 | Zborovice              | 2,42           |
| Měrůtky                           | Měrůtky                | Lutopecny              | 1,16           |
| Milovice                          | Milovice               | Soběsuky               | 1,11           |
| Miňůvky                           | Postoupky              | Kroměříž               | 2,44           |
| Míškovice                         | Míškovice              | Míškovice              | 7,18           |
| Morkovice                         | Morkovice              | Morkovice-Slížany      | 15,09          |
| Mrlínek                           | Mrlínek                | Mrlínek                | 3,93           |
| Němčice u Holešova                | Němčice                | Němčice                | 2,91           |
| Nětčice                           | Nětčice                | Zdounky                | 5,03           |
| Nítkovice                         | Nítkovice              | Nítkovice              | 9,13           |
| Nová Dědina                       | Nová Dědina            | Nová Dědina            | 7,57           |
| Osíčko                            | Osíčko                 | Osíčko                 | 4,04           |
| Pacetluky                         | Pacetluky              | Pacetluky              | 2,56           |
| Pačlavice                         | Pačlavice              | Pačlavice              | 5,43           |
| Plešovec                          | Plešovec               | Chropyně               | 0,78           |
| Počenice                          | Počenice               | Počenice-Tetětice      | 5,49           |
| Podhradní Lhota                   | Podhradní Lhota        | Podhradní Lhota        | 3,81           |
| Popovice u Kroměříže              | Popovice               | Rataje                 | 3,91           |
| Pornice                           | Pornice                | Pačlavice              | 6,47           |
| Postoupky                         | Postoupky              | Kroměříž               | 2,02           |
| Prasklice                         | Prasklice              | Prasklice              | 3,93           |
| Pravčice                          | Pravčice               | Pravčice               | 6,99           |
| Prusinovice                       | Prusinovice            | Prusinovice            | 10,69          |
| Příkazy u Osíčka                  | Osíčko                 | Osíčko                 | 3,89           |
| Přílepy u Holešova                | Přílepy                | Přílepy                | 3,18           |
| Rajnochovice                      | Rajnochovice           | Rajnochovice           | 41,43          |
| Rataje u Kroměříže                | Rataje                 | Rataje                 | 6,79           |
| Roštění                           | Roštění                | Roštění                | 6,87           |
| Roštín                            | Roštín                 | Roštín                 | 18,03          |
| Rusava                            | Rusava                 | Rusava                 | 12,04          |
| Rychlov u Bystřice pod Hostýnem   | Rychlov                | Bystřice pod Hostýnem  | 5,33           |
| Rymice                            | Rymice                 | Rymice                 | 5,52           |
| Skaštice                          | Skaštice               | Skaštice               | 7,73           |
| Skržice                           | Skržice                | Soběsuky               | 1,08           |
| Slavkov pod Hostýnem              | Slavkov pod Hostýnem   | Slavkov pod Hostýnem   | 5,21           |
| Slížany                           | Morkovice, Slížany     | Morkovice-Slížany      | 6,06           |
| Sobělice                          | Sobělice               | Rataje                 | 1,41           |
| Soběsuky                          | Soběsuky               | Soběsuky               | 1,82           |
| Sovadina                          | Sovadina               | Bystřice pod Hostýnem  | 2,35           |
| Strabenice                        | Strabenice             | Litenčice              | 3,20           |
| Střílky                           | Střílky                | Střílky                | 9,92           |
| Střížovice u Kvasic               | Střížovice             | Střížovice             | 5,72           |
| Sulimov                           | Sulimov                | Sulimov                | 1,97           |
| Šelešovice                        | Šelešovice             | Šelešovice             | 4,62           |
| Těšánky                           | Těšánky                | Zdounky                | 2,37           |
| Těšnovice                         | Těšnovice              | Kroměříž               | 3,12           |
| Tetětice                          | Tetětice               | Počenice-Tetětice      | 2,79           |
| Trávník                           | Trávník                | Kroměříž               | 6,02           |
| Troubky                           | Troubky                | Troubky-Zdislavice     | 6,92           |
| Třebětice                         | Třebětice              | Třebětice              | 6,03           |
| Tučapy u Holešova                 | Tučapy                 | Holešov                | 4,42           |
| Uhřice u Kroměříže                | Uhřice                 | Uhřice                 | 3,43           |
| Újezdsko                          | Újezdsko               | Kostelany              | 2,43           |
| Vážany u Kroměříže                | Kroměříž, Vážany       | Kroměříž               | 2,27           |
| Velké Těšany                      | Velké Těšany           | Bařice-Velké Těšany    | 3,41           |
| Věžky                             | Věžky                  | Věžky                  | 6,66           |
| Vítonice u Bystřice pod Hostýnem  | Vítonice               | Vítonice               | 7,67           |
| Vlčí Doly                         | Vlčí Doly              | Věžky                  | 1,61           |
| Vrbka u Sulimova                  | Vrbka                  | Vrbka                  | 5,32           |
| Všetuly                           | Všetuly                | Holešov                | 4,31           |
| Záhlinice                         | Záhlinice              | Hulín                  | 5,24           |
| Zahnašovice                       | Zahnašovice            | Zahnašovice            | 5,68           |
| Záříčí                            | Záříčí                 | Záříčí                 | 8,06           |
| Zástřizly                         | Zástřizly              | Zástřizly              | 6,65           |
| Zborovice                         | Zborovice              | Zborovice              | 9,81           |
| Zdislavice                        | Zdislavice             | Troubky-Zdislavice     | 3,64           |
| Zdounky                           | Zdounky                | Zdounky                | 10,10          |
| Zlámanka                          | Zlámanka               | Kroměříž               | 2,53           |
| Zlobice                           | Zlobice                | Zlobice                | 4,74           |
| Žalkovice                         | Žalkovice              | Žalkovice              | 6,81           |
| Žeranovice                        | Žeranovice             | Žeranovice             | 5,38           |
| Žopy                              | Žopy                   | Holešov                | 5,60           |
| Celková výměra (v km²)            | Celková výměra (v km²) | Celková výměra (v km²) | 795,61         |

## Zrušená katastrální území
V této tabulce jsou uvedena katastrální území na území dnešního okresu Kroměříž, která byla v minulosti zrušena.
| Název KÚ                               | Sídla               | Současná obec | Rok zrušení | Začleněno do KÚ |
| -------------------------------------- | ------------------- | ------------- | ----------- | --------------- |
| Holešov Novosady                       | Novosady            | Holešov       | 1937        | Holešov         |
| Holešov Plačkov                        | Plačkov             | Holešov       | 1938        | Holešov         |
| Holešov Židovské Město                 | židovská čtvrť      | Holešov       | 1937        | Holešov         |
| Hulín, předm. Kroměřížská ul.          | Kroměřížská Ulice   | Hulín         | 1900        | Hulín           |
| Hulín, předm. Žabínek                  | Žabínek             | Hulín         | 1900        | Hulín           |
| Kroměříž Bělidla                       | Bělidla             | Kroměříž      | 1858        | Kroměříž        |
| Kroměříž Novosady                      | Novosady            | Kroměříž      | 1858        | Kroměříž        |
| Kroměříž Oskol                         | Oskol               | Kroměříž      | 1858        | Kroměříž        |
| Kroměříž předměstí Za Kovářskou branou | Za Kovářskou branou | Kroměříž      | 1858        | Kroměříž        |
| Kroměříž Sladovna                      | Sladovna            | Kroměříž      | 1858        | Kroměříž        |
| Kroměříž Štěchovice                    | Štěchovice          | Kroměříž      | 1858        | Kroměříž        |
| Kroměříž Židovské město                | židovská čtvrť      | Kroměříž      | 1858        | Kroměříž        |